# Castelvenere
Castelvenere is een gemeente in de Italiaanse provincie Benevento (regio Campanië) en telt 2586 inwoners (31-12-2004). De oppervlakte bedraagt 15,2 km², de bevolkingsdichtheid is 174 inwoners per km².

## Demografie
Castelvenere telt ongeveer 925 huishoudens. Het aantal inwoners steeg in de periode 1991-2001 met 5,0% volgens cijfers uit de tienjaarlijkse volkstellingen van ISTAT.
| Jaar | Inwoneraantal |
| ---- | ------------- |
| 1991 | 2507          |
| 2001 | 2632          |

## Geografie
Castelvenere grenst aan de volgende gemeenten: Guardia Sanframondi, San Lorenzello, San Salvatore Telesino, Solopaca, Telese Terme.